# Белгун
Белгун (рум. Belgun) — село у повіті Олт в Румунії. Входить до складу комуни Бобічешть.
Село розташоване на відстані 154 км на захід від Бухареста, 17 км на захід від Слатіни, 27 км на схід від Крайови.

## Населення
За даними перепису населення 2002 року у селі проживала 331 особа, усі — румуни. Усі жителі села рідною мовою назвали румунську.